# Annette Echikunwoke
Annette Nneka Echikunwoke, född 29 juli 1996 i Ohio, är en nigeriansk-amerikansk släggkastare.
Vid olympiska sommarspelen 2024 i Paris tog Echikunwoke silver i damernas släggkastning med ett kast på 75,48 meter. Guldet gick till Camryn Rogers från Kanada som kastade 76,48 meter, alltså exakt en meter längre. Echikunwoke blev den första amerikanska kvinnan att ta en OS-medalj i släggkastning och den tredje som har tävlat för Cincinnati Bearcats på collegenivå att ta en OS-medalj i friidrott. De två första som har tävlat för Bearcats på collegenivå och sedan blivit OS-medaljörer i friidrott var Mary Wineberg och David Payne vid olympiska sommarspelen 2008.
Echikunwoke tävlade tidigare för Nigeria och nådde afrikanskt rekord i slägga. Det var meningen att hon skulle ha representerat Nigeria vid olympiska sommarspelen 2020 men det nigerianska förbundet misslyckades med att genomföra dopningskontroller under träningssäsongen och hon fick inte delta den gången. Efter det började hon tävla för USA.